# Keramsurka
Keramsurka (en rus: Керамсурка) és un poble de la República de Mordòvia, a Rússia, segons el cens del 2010 tenia 55 habitants, pertany al municipi de Kozlovka.